# ویلیام برنو
ویلیام برنو (انگلیسی: William Brennaugh; ۱۳ اوت ۱۸۷۷ – ۲۳ اکتبر ۱۹۳۴) بازیکن لاکراس اهل کانادا بود.